# AM (album)
AM je páté studiové album britské indierockové skupiny Arctic Monkeys. Album vydalo v září roku 2013 hudební vydavatelství Domino Records. Název alba byl inspirován titulem kompilace VU skupiny The Velvet Underground, která – stejně jako v tomto případě – je zkratkou názvu skupiny. Coby hosté se na albu podíleli například Josh Homme a Bill Ryder-Jones.

## Seznam skladeb
1. „Do I Wanna Know?“ – 4:32.1
2. „R U Mine?“ – 3:20
3. „One for the Road“ – 3:26
4. „Arabella“ – 3:27
5. „I Want It All“ – 3:04
6. „No.1 Party Anthem“ – 4:03
7. „Mad Sounds“ – 3:35
8. „Fireside“ – 3:01
9. „Why'd You Only Call Me When You're High?“ – 2:42
10. „Snap Out of It“ – 3:12
11. „Knee Socks“ – 4:17
12. „I Wanna Be Yours“ – 3:04

## Obsazení
Arctic Monkeys
- Alex Turner – zpěv, kytara, tamburína, bicí automat, doprovodné vokály
- Jamie Cook – kytara
- Nick O'Malley – baskytara, barytonová kytara, doprovodné vokály
- Matt Helders – bicí, perkuse, doprovodné vokály

Ostatní hudebníci
- James Ford – klávesy, tamburína
- Josh Homme – doprovodné vokály
- Bill Ryder-Jones – kytara
- Pete Thomas – perkuse